# Lophostemon

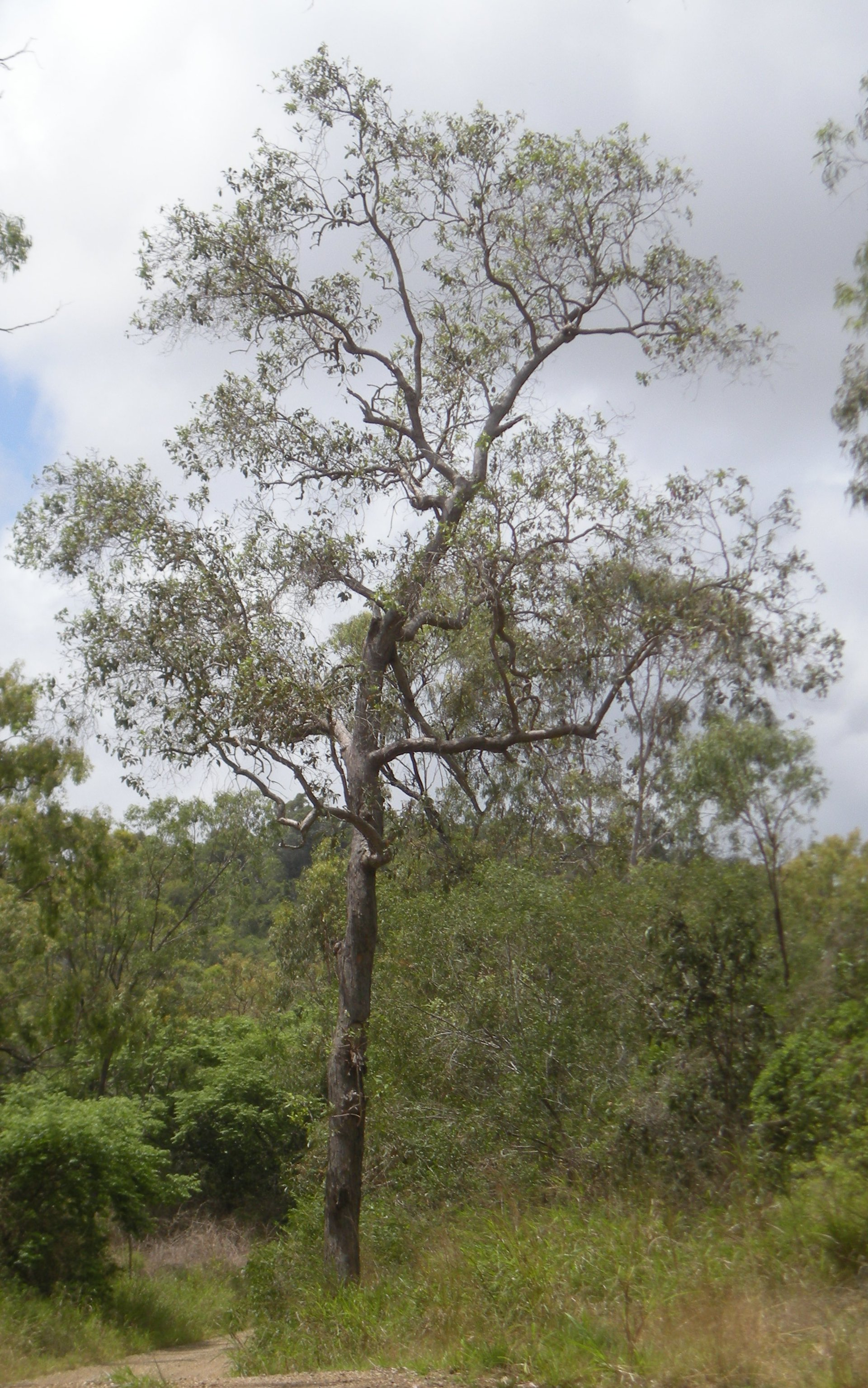
Một cây L. suaveolens nhỏ.

Lophostemon ('lophos' - mào, 'stemon' - nhị hoa) là một chi thực vật gồm 4 loài cây thường xanh trong họ Myrtaceae. Cả bốn loài đều có nguồn gốc từ Úc, với một loài có phạm vi phân bổ trải dài đến tận New Guinea. Chi này được mô tả lần đầu tiên vào năm 1830 nhưng nó không được công nhận rộng rãi cho đến thập niên 1980. Cả 4 loài trước đây đều được đưa vào chi liên quan Tristania.
Loài được biết đến nhiều nhất, L. confertus là một loài cây quen thuộc với nhiều người dân sống dọc theo bờ biển phía đông của Úc, nơi nó được gọi một cách thông tục là cây hộp bụi. Thông thường, cây này được trồng làm cây ven đường, một vai trò không phù hợp vì cây cao tới 30 mét và thường bị chặt hạ do cản trở đường dây điện trên cao.
Các loài Lophostemon được ấu trùng của một số loài Lepidoptera bao gồm Aenetus ligniveren sử dụng làm thực phẩm.

## Các loài
1. Lophostemon confertus (R.Br.) Peter G.Wilson & J.T.Waterh. - (Brush Box, Queensland Box, Brisbane Box) Queensland, New South Wales
2. Lophostemon grandiflorus (Benth.) Peter G.Wilson & J.T.Waterh. - (Northern Swamp Box) Queensland, Northern Territory, Western Australia
3. Lophostemon lactifluus (F.Muell.) Peter G.Wilson & J.T.Waterh. - (Milky Box) Northern Territory, Western Australia
4. Lophostemon suaveolens (Sol. ex Gaertn.) Peter G.Wilson & J.T.Waterh. - (Swamp Mahogany, Swamp Turpentine, Swamp Box) Queensland, New South Wales, New Guinea